# 萌え
萌え（もえ）とは、日本のサブカルチャーにおけるスラングで、主に漫画・アニメ・ゲーム・アイドルなどにおける、キャラクター・人物などへの強い愛着心・情熱・欲望などの気持ちをいう俗語。意味についての確かな定義はなく、対象に対して抱くさまざまな好意の感情を表す。キャラクター・人物の特徴に使われることも多く（「眼鏡―」・「メイド―」）、それらは、「萌え属性」「萌え要素」と呼称される。なお、「萌える」の本来の意味は「発芽」「芽吹く」と同義である。

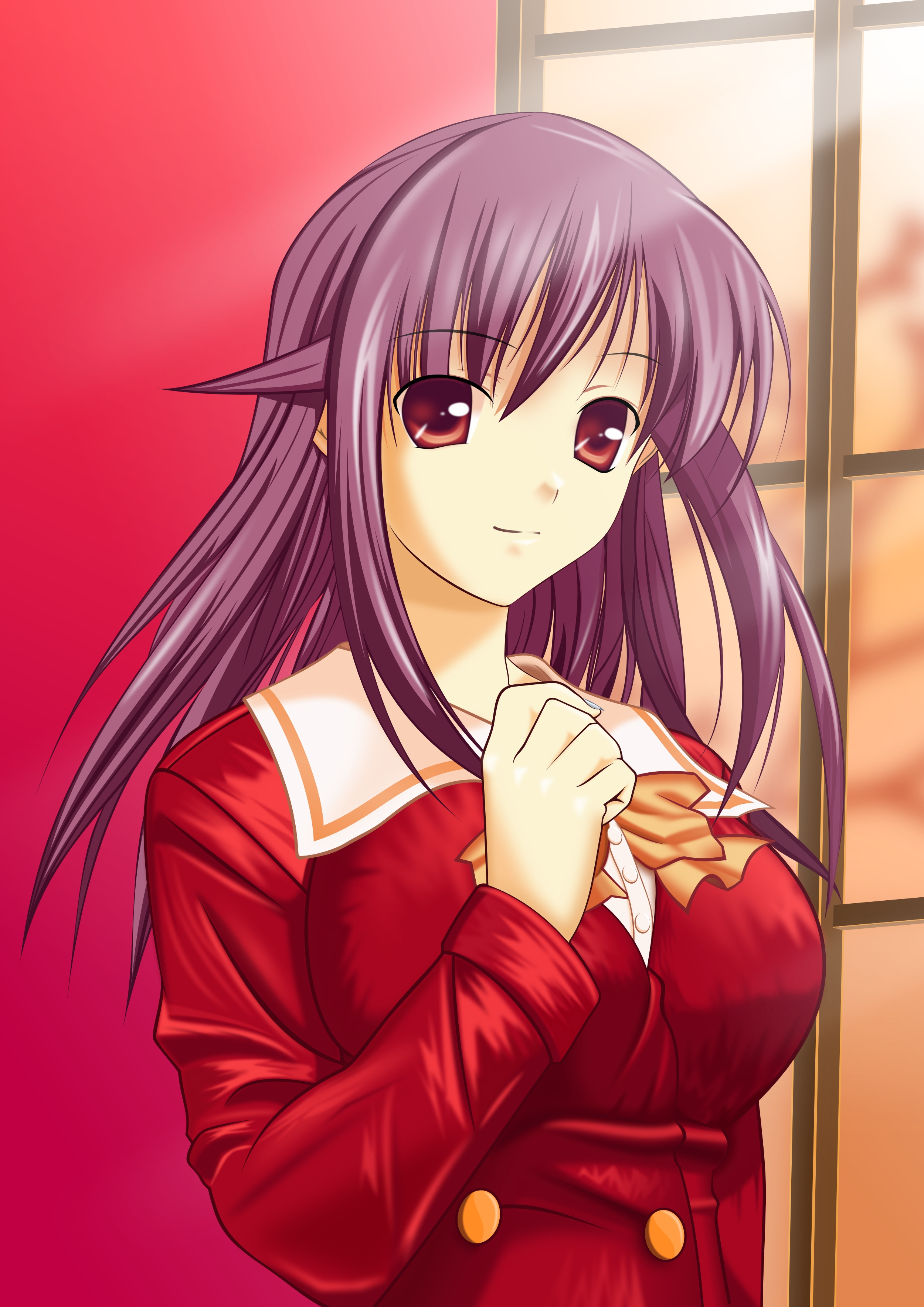
萌えキャラ人物のイメージ画像「マフリ」

## 概要
日本で1980年代後半から1990年代初頭頃に成立した説が有力だが、その成立の経緯は不明な点が多い。語源についても諸説ある（#「萌え」の成立・普及で後述）。また現在は様々な分野で使用されているが、元々がそれまで適切な表現のなかった、興味の対象によって喚起される様々な感情を一括りにした表現であるために、使用法や解釈を巡る議論は絶えず、ニュアンスには人によって揺らぎがある。当初は専ら架空の美少女キャラクターを形容する表現として使われたが、後年になって当初の定義を離れて対象が多様化している。幅広い概念を含むゆえに共通言語として多用されている面もある。「対象物に対する狭くて深い感情」という意味を含み、それよりは浅くて広い同種の感情を表す「好き」という言葉を使うのにふさわしくない場合に用いられる。最大公約数的には架空の人物・アイドル・無機物といった現実的には恋愛対象になりえない対象に対する、自覚的な「擬似恋愛」といった定義でくくることもできるが、必ずしも恋愛感情とは同一視されない。愛玩的対象に対して、恋愛感情ではない何かが感情として現れることを、萌え元来の意味である芽が出ることから何かに芽生えるという意味で使われていったとされる。「心に春を感じる」といった語感で用いられる。
当初はおたくの間で使われるスラングであったが、2000年頃からおたく用語としてマスメディアを中心に取り上げられるようになる。認知度が上がったことにより大衆に浸透するようになり、やがて日本語本来の「萌え」の用法よりも一般的となっていく。2005年にはユーキャン流行語大賞に選出された。
2018年には岩波書店の国語事典『広辞苑』第7版にも俗語として収録された。既に用法も定着し社会に浸透した言葉であるというのが選定理由である。

## 「萌え」の統語論・形態論
「萌え」は本来は動詞の語幹であったが、俗語としては用法が拡張し、名詞としても普通に用いられるようになっている。また、感動詞としての用法もある。形容動詞の語幹として用いられることも珍しくない。
「萌え」を動詞として使う場合、活用はア行下一段活用となり、元来の日本語に存在する「萌える」（「芽生える」の意）という動詞と同一となるが、芽生えるの意の「萌える」は自動詞であり、他動詞的用法で使用されることは皆無だと言える。
動詞「萌える」の意味は、文脈によって微妙に変化する。以下の例文において、「A」を「私・私達・彼」などの人称（主体）、「B」をその対象（客体）とする場合、以下のような形で表現される。
- 「AはBに萌える」の場合
  - 「AはBに萌えを感じる」という、「“萌える”という感情」を指した他動詞に近い使われ方になるが、他動詞では対象に対する能動的な表現（例：「AはBを萌やす」）になり、文法的にも不自然になるため、ほぼ全ての場合において、対象に対する受動的な表現となる自動詞的用法で使用されている。
- 「Bは（Aにとって）萌える」の場合
  - 「Bは萌えを感じさせる」という、「萌える対象」を指した自動詞的用法となる。

ただし、特定の客体（「何に萌えるのか?」という目的語）や主体（「誰にとって萌えるのか?」という修飾語）を明らかにしない用法も多く、「萌える」という概念自体を自立化したものとして扱う傾向も見られる。これは、「泣く/泣ける」や「笑う/笑える」などの情動を表す動詞が、目的語や修飾語の有無を問わないことに類似する。
さらに、日本語の常として主語を明示しないことが多く、他動詞と自動詞の区別を曖昧にしたまま用いるケースも多い。書籍タイトルなど（『もえたん』など）で多用される「萌える」は、特にそうした用例の一つである。

## 「萌え」の意味論・語用論
「萌え」の現代的語義・用法を意味論・語用論を踏まえ解説すると、「萌え」は様々な対象への好意的な感情を表すと同時に、それらを総称する用語であると言える。
萌えの「対象」としては、主に架空の女性（キャラクター）の性格、特徴などが挙げられる。アニメ・漫画・パソコンゲームといったフィクションなどに登場するキャラクターがよく対象になる。萌えを感じる対象となるキャラクターは「萌えキャラ」と呼ばれる。対象の要素、特徴は「萌え属性」と呼称される。人によって、萌え属性は千差万別である。
萌えの「感情」としては、保護欲や庇護欲を伴った疑似恋愛的な好意や愛着、もしくは純粋な好意や愛着、フェティシズムや属性に関わる嗜好や傾倒などがある。
森川嘉一郎は、萌えを「趣味を主張する言葉」だとして、例えば「『ハイジ』の中ではクララ萌えだ」といった場合、アニメ『アルプスの少女ハイジ』に登場するキャラクターの中ではクララが好みだ、という意味になり、そこではクララが好きだという主張と同時に、クララを好んでいることの表明を通して、自らの趣味嗜好を説明することにも力点が置かれている、と述べている。
ただし、上記の「対象」および「感情」はほんの一例にすぎない。話者各々の後付け解釈により様々な分野に浸透した結果、さまざまな用法が派生した（文脈によって意味が異なる感情を表した語の例としては、愛しさ（感情の一覧）などを参照）。
その対象は当初「架空の二次元美少女キャラクター」に限定していたが、近年は俳優やアイドルなど実在の人物であったり、人以外の動物や無生物（「工場萌え」「鯨萌え」「中華鍋萌え」など）、さらには無形の概念（音楽など）にも及んでいる。よって主体的に感じる感情の内容は「何かに魅力を感じること」や「魅力を感じることで興奮すること」であっても、その代表用例が「架空のキャラクターへの恋愛感情」であるため、空想寄りでセクシュアリティ寄りの印象が込められやすい。

## 「萌え」とエロティシズム
架空のキャラクターに対する「萌え」には性的興奮の意味合いが含まれることもある。「萌え」という単語が、「美少女やおっぱいがたくさん出てくる」という文脈で理解される場合もある。かつての「萌え」はキャラクターに対する純粋な好意を意味していたのが、次第にそうした意味合いを強くしていったとも言われる。
一方で、「萌え」と純粋なエロティシズムの間には決定的な差異があると考えられている。軽い性的要素を含んだものは「萌え」として歓迎されるが、性的な要素が濃厚すぎるものは「萌え」の範疇から外れる。またライトノベル作家の谷川流は自著における登場人物の台詞として、対象に性的興奮を覚えて自慰行為に耽った直後に、まだ対象への愛情が持続するか否かで「萌え」と「エロ」は区別できると発言させている。
萌えを「脳内恋愛」と定義する立場を取る評論家の本田透は、萌えにおける恋愛の理想形が「ロマンチック・ラブ」であることを指摘している。

## 「萌え」の成立・普及
「萌え」が大筋では当時のネット（パソコン通信）上のコミュニティ、またはそれらと構成人員の多くが共通する周辺コミュニティで発生したものと推察される用語・用法であることから、「成立から流行に至る過程」や「“萌え”という単語の意味・概念」について客観的な根拠や物証、統一された見解を呈示することが困難であり、また、それらが拡散することで世間に認知され普及するに至った状況を分離せず、多数の論者が「個人的に支持する作品やコミュニティにまつわる説」を起源や語源などとして主張してきたため、結果的に多数の説が乱立することになっている。
「萌え」という言葉が広まったのは1990年前後であると推測されており、その起源に関する主要な説も概ね1980年代末から1990年代初頭頃に集約されている。一方で「萌え」の現代的用法の成立・普及については様々な説や主張があり、その起源や成立の過程は明らかではない。誤変換や語呂合わせを由来に、それを面白がって広まったとするもの、は当初は異性・小動物等の愛玩的対象に対して熱烈にのめり込み、恋愛感情や性的欲求に近い感情が「燃え上がる」という意味のスラングから来たものであるという解釈などがある。
当時の大規模コミュニティであるfjでは、1988年に「青春の熱き血潮が、萌えたぎります。」という投稿があるが、その後あとに続く投稿はなく、1994年になりわずかに投稿がある。ただし、いずれも美少女を対象としたものではないので、現代の萌えとつながりがあるのか、それともただの「燃え」の誤変換かは不明である。同年に女性声優を対象とした「萌え」が書き込まれており、1995年になると2次元美少女を対象とした「萌え」の書き込みが急増する。
恐竜惑星説
おたく評論家岡田斗司夫は、NHK教育テレビ番組『天才てれびくん』の枠内で1993年に放映されたSFアニメ作品『恐竜惑星』のヒロイン「萌」を語源とする説を挙げており、よく広まった説のひとつである。
しかし当該作品の制作サイドの中心人物の一人であった金子隆一は自著において、当該作品の発表以前に既に「萌え」概念は存在しており、この説は事実ではないと主張している（ただし、金子はそれを直接確認してはいない）。また岡田はヒロインの名前を誤っており実在の人物と混同して「鷺沢萌」と記述している。作中では名字は存在しない（なお金子によると初期設定では「結城萌」だった）。
恐竜惑星説ではパソコン通信のBBS「Mapletown Network」が発祥の地とされる。1993年時点で「萌ちゃん、燃え燃え」という書き込みは確認できる。「萌え」は1994年1月6日の投稿が確認できるが、『恐竜惑星』ではなく『赤ずきんチャチャ』に関するものである。
土萠ほたる説
精神科医の斎藤環が友人から教わった知識として紹介した、『美少女戦士セーラームーン』のアニメ第3期シリーズ『美少女戦士セーラームーンS』（1994年）から登場したキャラクター「土萠ほたる（ともえ ほたる）」を語源とする説がある。土萠ほたるの儚げな印象や不幸な境遇は、放送当時のファンの心を揺さぶり、ファンの間で「萌え」の対象にもなった。
聖まりあんぬ説、高津萌説
実業家の武井信也は、自分が高校生の頃に主催していたパソコン通信のコミュニティー「聖まりあんぬ」で発祥し、パソコン通信を介して伝播していったものであるとする説を主張している。武井の主張によれば、元はコミュニティーの参加者が仲間に見せるために配信した創作物に対するコメントとして使われはじめたもので、当初は「もえー！！」という平仮名表記が使われていたとしている。「聖まりあんぬ辞書」というテキストには『きまぐれオレンジ☆ロード』の鮎川まどかについて「信也武井が溺愛するいわゆるひとつの理想の女性像。信也武井がまどかを思う時、そこには既に深い悲しみさえ感じさせる刹那的なまどかもえ～が存在する」とある。
「聖まりあんぬ」を発祥とする説には漫画雑誌『なかよし』に連載されたあゆみゆいによる1993年の少女漫画『太陽にスマッシュ!』の「高津萌」を由来として挙げる説もあり、2ちゃんねるで萌えの起源が議論になった際、「聖まりあんぬ」BBSにいた高津萌のファンが由来という説が登場した。
ファンロード説
雑誌『ファンロード』に由来するという説。
テキストサイト「もなみ９歳」の管理人は、恐竜惑星やセーラームーンより古くからパソコン通信の鮪系BBSでは普通に使われていた用語とし、「一本木蛮先生だったか大橋薫先生だったかが萌という主人公の話を描いていて、雑誌（たぶんファンロードだと思います）で萌ちゃん萌えーという投稿があったそうです」という説を紹介している。
「同人用語の基礎知識」は1980年のテレビアニメ『伝説巨神イデオン』の熱心なファンたちが雑誌『ファンロード』の投稿欄で使い始めたという説を紹介している。

## 「萌え」とおたく
男性のおたくの間では多数の「萌え」要素の組み合わせで構成された美少女キャラクターが単体で消費の対象となっている。「萌え」はおたく男の代名詞的なキーワードとみなされ、複数の評論家によるおたく論の中で、おたくの定義と結びつけられてきた。
ただし、おたくの興味の対象はさまざまであり、興味の対象に「萌え」やエロを感じる者もいれば、感じない者もいる。またフィクション作品においては、ステレオタイプな人物像として「萌えー、萌えー」と叫ぶおたくがしばしば登場するが、これらは誇張されたものであり実情とは異なる。現実においてはおたく同士の会話に用いられることはあっても、日常的な会話や独り言として多用されるほどではない。

## 「萌え」の社会現象化

### 認知度・利用状況
2002年に萌える法律読本こと『コンピュータユーザのための著作権&法律ガイド』が刊行されており、これ以降出版界において萌え本という形で萌えの露出が拡大していく。
2004年、「電車男」がヒットし「アキバ系」文化が注目を集める。これら2つや「メイド・コスプレ」と共に「萌え」が同年のユーキャン流行語大賞にノミネートされ、2005年にはユーキャン流行語大賞の上位10作品に選ばれた。この時期から、先述の「メイド」や「電車男」などに代表されるアキバ系文化の代名詞として広く認識されるようになる。
TBS系『王様のブランチ』「萌え特集」や、 読売新聞夕刊・毎月最終金曜日掲載「OTAKUニッポン」など、テレビ・新聞などでも紹介されている。
社団法人コンピュータエンターテイメント協会（CESA）は2006年4月24日、一般消費者を対象とした「2006年CESA一般生活者調査報告書」を発刊した。「萌え」の認知度・利用状況については、全国の3〜79歳の1103人を対象とし、萌えに関する調査を行った。CESAにおける萌え定義は「マンガ・アニメ・ゲームの登場人物（キャラクター）などに愛情を抱くこと」とされる。この定義で認知度を測ってみたところ男女性別平均の認知度は男性548人中66.4%、女性555人中65.6%であった。「よく知っていて自分でも使っている」と答えたのは男性の場合20〜24歳の8.9%、女性の場合15〜19歳の12.1%が最高であった。

### 世界共通語としての「萌え」
英語圏・スペイン語圏・フランス語圏・イタリア語圏ほか、あらゆる国や地域で、「萌え（MOE）」は日本語読みのまま用いられており、「勿体無い」などと同様、日本語から派生した世界共通語であると紹介される例が多い。
その一例として、アニメ作品『涼宮ハルヒの憂鬱』の各国語版でも、日本語版で「萌え」と発言した台詞がある部分は全て「MOE」と吹き替えられており、字幕も「MOE」に置き換わっている。
また、日本と同じ漢字を用いる漢語圏の中国大陸・香港・台湾であっても、日本よりの影響を受けての「萌」の用法が広まっている。
ただし諸外国における「MOE」「萌」の扱いは、架空の可愛らしいキャラクター（萌えキャラ）に対し、特別の感情を抱いた際などに限定されている。
『ニューズウィーク日本版』2007年3月14日発売号では、メイド服を着用した少女のイラストを表紙に載せ、「萌える世界」と題した特集を組み、日本発の萌え文化が日本国外へと広まっている様子を伝えている。
中国中央電視台（2017年1月10日）では、「超かわいいパンダ」という意味を含んだ、「最萌大熊猫入选全球最美照片」としたタイトルでパンダの写真を伝えている。

### 経済的価値への注目

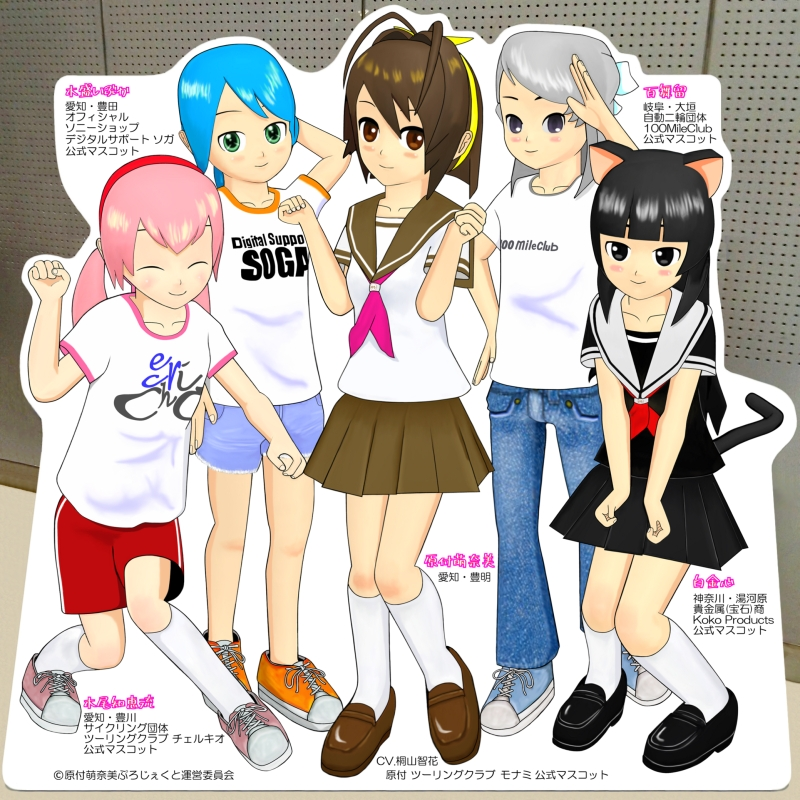
ご当地萌えキャラクターの実例。原付萌奈美（愛知県豊明市）と姉妹キャラクター

浜銀総合研究所の調査によると、2003年度のコミック・ゲーム・映像などの「萌え」関連商品の市場規模は888億円に達した。また、地域おこしのPRとしても利用されるようになったケースもある（詳細は萌えおこしの項を参照）。しかし、「萌え市場はあくまでもおたく向け。おたくが増えない限り成長はなく、数年で数倍、という伸び方はしない。10人に1人がおたくになる時代は来ないだろう」という否定的分析もあり、萌え市場がこれ以上は成長しないとされている。
しかし、近年はおたくを名乗る人が増えており、マイナビが2016年卒業予定の大学生・大学院生を対象にした「2016年卒マイナビ大学生のライフスタイル調査」によると、約2.7人に1人は自分のことを「おたく」だと思っているという調査結果が出ている。
インターリンクはこうした萌え文化の経済的価値に着目し、トップレベルドメインとして.moeをICANNに申請し2014年から新規登録受付を開始している。

## 「萌え」を巡る議論
「萌え」の概念については様々な解釈があり、評論家によるおたく論の中でも議論が交わされている。
精神科医の斎藤環は、おたくが用いる「萌え」という言葉を、「芸風」として戯画的に対象化されたセクシャリティであると位置づけた。斎藤は、おたくの創作物が倒錯した性のイメージで満たされながらも、おたくの間では現実の性倒錯者が少数であると指摘し、おたくのセクシャリティを、虚構のリアリティを支える、虚構それ自体が欲望の対象となり現実を必要としないものであるとしてその背景を論じた。
批評家の東浩紀は自著においてこうした斎藤の主張を「あまりに複雑」と一蹴した。東は「萌える」ことを、キャラクターを無数の萌え要素へと分解し、各要素の背後にあるデータベースを消費することであると位置づけ、単純な感情移入とは異なると論じている。東はおたくの消費行動を閉じた関係の中で欲求を満足する「動物化」とみなし、斎藤が論じた「萌え」の構造を、関係性から切り離されたデータベースの中で、記号化された萌え要素に対して性的興奮を得るという、動物的に慣らされた行為でしかないとして単純化した。
一方、評論家の本田透は「萌え」を「記号に発情する、動物化された行為」とみなす解釈に異を唱え、そうした解釈で「萌え」の本質を見い出すことはできないと主張した。本田は「萌え」を、宗教が否定され恋愛もまた物質主義に支配されていく中で必然的に生じた、記号の背後に理想を見い出す行為であるとし、神話や宗教の文脈に連なる精神活動として解釈した。その上で本田は、むしろ動物化しているのは、バブル期以降に台頭してきて現実の恋愛やセックスを商品のように消費する人々であると主張し、「萌え」は現実の恋愛を狩猟行為や勝ち負けのように解釈する風潮や、男性上位のマッチョイズムに対するアンチテーゼであるとした。なお斎藤は「萌え」と暴力的な性倒錯を区別せず、ヘンリー・ダーガーの作品などにも絡めながら、戦闘美少女の文脈の中で「萌え」を語っているが、本田は「鬼畜系」と呼ばれる狩猟的な性関係を描いた作品群を、「萌え」とは対極に位置するものとして区別して扱っている。
アニメ監督の鶴巻和哉は、萌えを「特定のキャラクターに関する不十分な情報を個人的に補う行為」と定義している。これを受けて、作家の堀田純司は、キャラクターが人間の本能が生み出したものであるからこそ現実の人物にはあり得ないほどの魅力を感じさせるのだと説明している。
岡田斗司夫は、自分は「萌え」についてかなり納得しているというレベルまでにはなっていないとしながらも、単に美少女に対して感情を掻き立てられるだけではなく、そのような状態に陥っている自分自身のことを観察するメタ的視点を含んだものが「萌え」の定義だとしている。

## 関連する概念

### 萎え
萎え（なえ）は「萌え」の対義語ではない。
- 意図的に「萌え」を煽ろうとする露骨な演出・行動などに対して嫌悪感を抱くようになる場合
- キャラクターの性格や言動、態度などによって気分を害され、そのキャラクターに対して嫌悪感を抱くようになる場合
- 「萌え」を前面に押し出した作品であるにもかかわらず、その対象となるキャラクターにまつわる描写・作画といった表現が破綻しているなど、鑑賞に堪え得ない状態

これらの状態に対して、「萌え」に該当する感情が湧かず、興覚めしてしまうという意味で、インターネット上などで用いられる。しかし殊更に「萌え」と対置する使用例はそれほど多くなく、対義語としての解釈は人によって変化するだろうと言える。
かわいらしい女性キャラクターが一人も登場しないフィクション作品などに対して、「まったく萌え要素がない」という意味で用いられることもある。

### 燃え
熱血男子の活躍を描いたフィクション作品などに対して「燃え」という表現が使われることもある。また前述のように元々「萌え」というスラングも、同音異義語である「燃え」から発祥したと考えられており、当初は架空のキャラクターに対する、燃えあがるような愛情を意味することもあったとされる。

### ブヒる
上記のように元々インターネットスラングであった「萌え」は社会的に浸透し、2000年代では活用される幅も広くなった。それに伴い「萌え」の定義は曖昧になり、2010年からのネット界隈では萌えの一部の用法をより端的に表現する動詞として「ブヒる」が登場した。
この「ブヒる」は好きな架空のキャラクターを見て熱狂するさまを表現する動詞である。語源はブタの鳴き声の擬音「ブヒィ」であり、元々萌えアニメの熱狂的なファンへの侮蔑を込めた呼称「萌え豚」から発展している。萌え豚自体は蔑称だが、「ブヒる」に関してはファン自らも使う用語であり、「いくらでも豚になってみせます」という意味を込めて用いられる。なお、この「ブヒる」という表現は二次元美少女キャラクターに対して用いられるのが一般的である。
この語は、2011年1月〜3月に放送された、弓弦イズルによるライトノベルを原作とするテレビアニメ『IS 〈インフィニット・ストラトス〉』をきっかけに広まったと言われる。作中で使われている表現ではないが、物語の体裁よりもギャルゲー的なサービス要素を優先させるような同作の作風に対して用いられた。